# Общност на латиноамериканските и карибските държави
Общността на Латиноамериканските и карибските държави (на испански: Comunidad de Estados Latinoamericanos Y Caribeños (CELAC); на португалски: Comunidade де Estados Latino-Americanos e Caribenhos; на френски: Communauté DES États Latino-Américains et Caribéens) е названието на регионален блок на страните от Латинска Америка и Карибския басейн, създаден на 23 февруари 2010 г. по време на срещата на високо равнище на Групата от Рио и Карибската общност, проведена в Плая дел Кармен, Кинтана Роо, Мексико. Тя е най-голямото обединение в Западното полукълбо, обхващащо 33 държави от Северна и Южна Америка без САЩ и Канада и възлиза на приблизително 600 милиона души.
CELAC е пример за десетилетия тласък за по-дълбока интеграция в рамките на Северна и Южна Америка. CELAC e създаден с цел задълбочаване интеграцията на латиноамериканските държави и „осъществяване мечтата на Боливар“ (По Чавес). Една от основните цели на CELAC е да се намали огромното влияние на САЩ върху политиката и икономиката на Латинска Америка. Общността на Латиноамериканските и карибските държави се разглежда като алтернатива на Организацията на американските държави (ОАД), регионален орган, организиран до голяма степен от Вашингтон през 1948 г., като противодействие на потенциални съветското влияние в региона.
ОЛАКД ще бъде наследник на Групата от Рио де Жанейро и CALC. През юли 2010 г., CELAC избра Уго Чавес и Себастиан Пинера (съответно президенти на Венецуела и Чили), като съпредседателите на форума, който ще изготви устава за организацията.

## Членове
В CELAC членуват 33 страни, говорещи 5 езика:
18 испаноговорещи страни (56% от територията, 63% от населението)
| - Аржентина - Боливия - Чили - Колумбия - Коста Рика - Куба | - Доминиканска република - Еквадор - Салвадор - Гватемала - Хондурас - Мексико | - Никарагуа - Панама - Парагвай - Перу - Уругвай - Венецуела |

1 португалоговореща страна (42% от територията, 34% от населението)
- Бразилия

12 англоговорещи страни (1,3% от територията, 1,1% от населението)
| - Антигуа и Барбуда - Бахамски острови - Барбадос - Белиз - Доминика - Гренада | - Гвиана - Ямайка - Сейнт Лусия - Сейнт Китс и Невис - Сейнт Винсент и Гренадини - Тринидад и Тобаго |

1 френскоговореща страна (0,1% от територията, 1,6% от населението)
- Хаити

1 нидерландскоговореща страна (0,8% от територията, 0,1% от населението)
- Суринам

12 страни са в Северна Америка.

## История
На 23 февруари 2010 в Плая де Кармен, Куинтина Роо, Мексико се състоя среща на лидерите на Латинска Америка от групата на 23-те от Рио. Срещата на върха обяви създаването на CELAC. След като нейното създаване бъде разработено, групата ще бъде формално основана през юли 2011 на срещата на върха в Каракас. Политическият блок ще бъде основен форум за политически диалог за региона, без участието на САЩ и Канада.
В интервю през февруари 2010 г. президентът на Боливия Ево Моралес заяви, че "CELAC е оръжие срещу империализма. Необходимо е създаването на регионален блок, който не включва САЩ и Канада. Когато са налице военни бази на САЩ, които не уважават демокрация, съществуващата политическа империя с изнудвания, със своите ограничения, водещо до спиране развитието на тази страна, и по-специално лиспата на социален мир е най-точният момент за лидерите на Латинска Америка и Карибите да създадат тази чудесна нова организация без участието на САЩ за освобождаване на нашите братя в Латинска Америка и Карибите.
На срещата на върха на групата на 23-те от Рио президентът на Венецуела Уго Чавес заяви: „Сега и тук, в Мексико, документ, ангажимент за създаването на орган на Латинска Америка и Карибите, без САЩ, без Канада... Сега можем да кажем, от Латинска Америка, от Мексико... ние съживихме мечтата и проекта на Боливар“. Мексикански президент Фелипе Калдерон добави „Ние решихме, за първи път, да формираме CELAC, като едно регионално пространство, състоящото се от всички страни“. Калдерон заяви, че „Ние не може да остават разединени;. ние не можем успешно да продължим с бъдеще, базирано на нашите различия; Сега е момента да се обединим без да дискутираме нещата, които ни правят различни... да се обединим на базата на нашите прилики, които далеч надхвърлят нашите различия.“ Бразилския президент Луис Инасио Лула да Силва заяви, че това е „исторически факт от голямо значение.“
Еквадорският президент Рафаел Кореа каза, че Общността на латиноамериканските и карибските държави „може да бъде много по-ефективна, когато е единна, отколкото когато в разрешаването на редица проблеми, използваме собствените си сили, идеологии и конфликти.
През юни 2023 г. CELAC призна латиноамериканския и карибския характер на остров Пуерто Рико и „призовава Общото събрание на ООН да разгледа въпроса за Пуерто Рико в неговата цялост и във всичките му аспекти. , и да се произнесе по този въпрос възможно най-скоро колкото е възможно”..

## Реакции
Новината предизвика дебат и дискусия из цяла Латинска Америка и Карибският басейн, за това дали е по-полезно да имат близки връзки със САЩ и Канада или да работят самостоятелно.
Раул Зибечи, колумнист в ляво-центристкия мексикански вестник La Jornada каза, „Създаването на Общността на Латинска американски и карибски държави е част от световна и континентален промяна, се характеризира с намаляване на хегемонията на САЩ и възходът на група регионални блокове, които формират част от новия глобален баланс.“
Редактор в консервативния бразилски вестник Estadao заяви, че „CELAC отразява дизориентацията на правителствата в региона в отношението им към проблемната среда и липсата на посока на външната политика, заключена в илюзията, че САЩ ще стартира интеграция за Латинска Америка, каквато за 200-годишна история не успяха да направят.

## Първа среща
Първата среща на CELAC трябваше да се проведе в средата на 2011 г., но заради здравословните проблеми на президента на страната домакин Венецуела – Уго Чавес беше отложена. Срещата се проведе на 2 и 3 декември 2011 г. в Каракас. Основният фокус беше върху световната икономическа криза и нейното въздействие върху региона. Няколко лидери, включителни президентите Кристина Фернандес, Дилма Русеф и Хуан Мануел Сантон насърчиха увеличаването на регионалната търговия, икономическо развитие и сътрудничествто между членовете, с цел защите на своите растящи икономики.
Първата среща на CELAC трябваше да се проведе в средата на 2011 г., но заради здравословните проблеми на президента на страната домакин Венецуела – Уго Чавес беше отложена. Срещата се проведе на 2 и 3 декември 2011 г. в Каракас. Основният фокус беше върху световната икономическа криза и нейното въздействие върху региона. Няколко лидери, включителни президентите Кристина Фернандес, Дилма Русеф и Хуан Мануел Сантон насърчиха увеличаването на регионалната търговия, икономическо развитие и сътрудничествто между членовете, с цел защите на своите растящи икономики.
Чавес и други лидери, като Рафаел Кореа и Даниел Ортега, изразиха надежда, че този блок ще работи за нататъшна интеграция, приключване на американската хегемония и консолидиране контрола върху регионалните дела. Чавес, позоваващ се на Доктрината Монро, като официално потвърждение за намесата на САЩ в региона, открито призова CELAC да замени ОАД: С течение на годините, CELAC ще остави зад себе си старата и износена ОАД“. Кореа призова нова комисия за човешките права да замените Интерамериканската комисия за човешки права. Други лидери заявиха, че CELAC трябва да бъде инструмент за решаване на регионалните разногласия и зачитане на демократичните ценности, но не и да замени ОАД. Сантос заяви, че би искал да се започне диалог в рамките на групата по въпроса дали съществуващите разпоредби за борба с наркотиците трябва да бъдат преразгледани. Президентът на Латиноамериканския Парламент заяви, че очаква Парментът ще се стане основният законодателен орган на CELAC.
Следващите две срещи на високо равнище се очаква да се проведат в Чили през 2012 и Куба през 2013.